# Kärmesaaret
Kärmesaaret är en ö i Finland. Den ligger i sjön Pihlajavesi och i kommunen Sulkava i den ekonomiska regionen  Nyslotts ekonomiska region  och landskapet Södra Savolax, i den södra delen av landet, 250 km nordost om huvudstaden Helsingfors. Öns area är 0,9 hektar och dess största längd är 190 meter i nord-sydlig riktning.  Notera att namnet antyder att det är fråga om flera öar.